# Сааристо, Юлиус
Юлиус Сааристо (фин. Julius Saaristo; 21 июля 1891 — 12 октября 1969) — финский военный и легкоатлет, олимпийский чемпион.
Юлиус Сааристо родился в 1891 году в Тампере (Великое княжество Финляндское). В 1912 году, на Олимпийских играх в Стокгольме, выступая за финскую команду завоевал золотую медаль в метании копья правой и левой руками (в зачёт шёл лучший результат) и серебряную — в обычном метании копья.

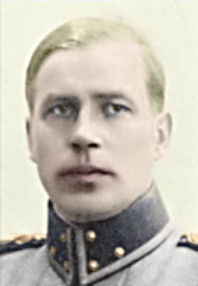
Юлиус Сааристо в 1921 году

Во время Первой мировой войны Юлиус Сааристо в 1915 году отправился добровольцем в Германию, служил в составленном в основном из финских добровольцев 27-м королевском прусском егерском батальоне, воевал в Прибалтике.
После обретения Финляндией независимости и начала гражданской войны Юлиус Сааристо прибыл в Финляндию и присоединился к белофиннам. По окончании боевых действий остался на военной службе. В 1920 году принял участие в Олимпийских играх в Антверпене, но там в метании копья был лишь четвёртым.
Во время Зимней войны и последующих боёв на Карельском фронте Великой Отечественной войны командовал сначала сапёрной ротой, затем сапёрным батальоном. Позднее был переведён в тыл, служил при тренировочном лагере, с 1942 года возглавил охрану военной тюрьмы.